# 穆兹罗斯

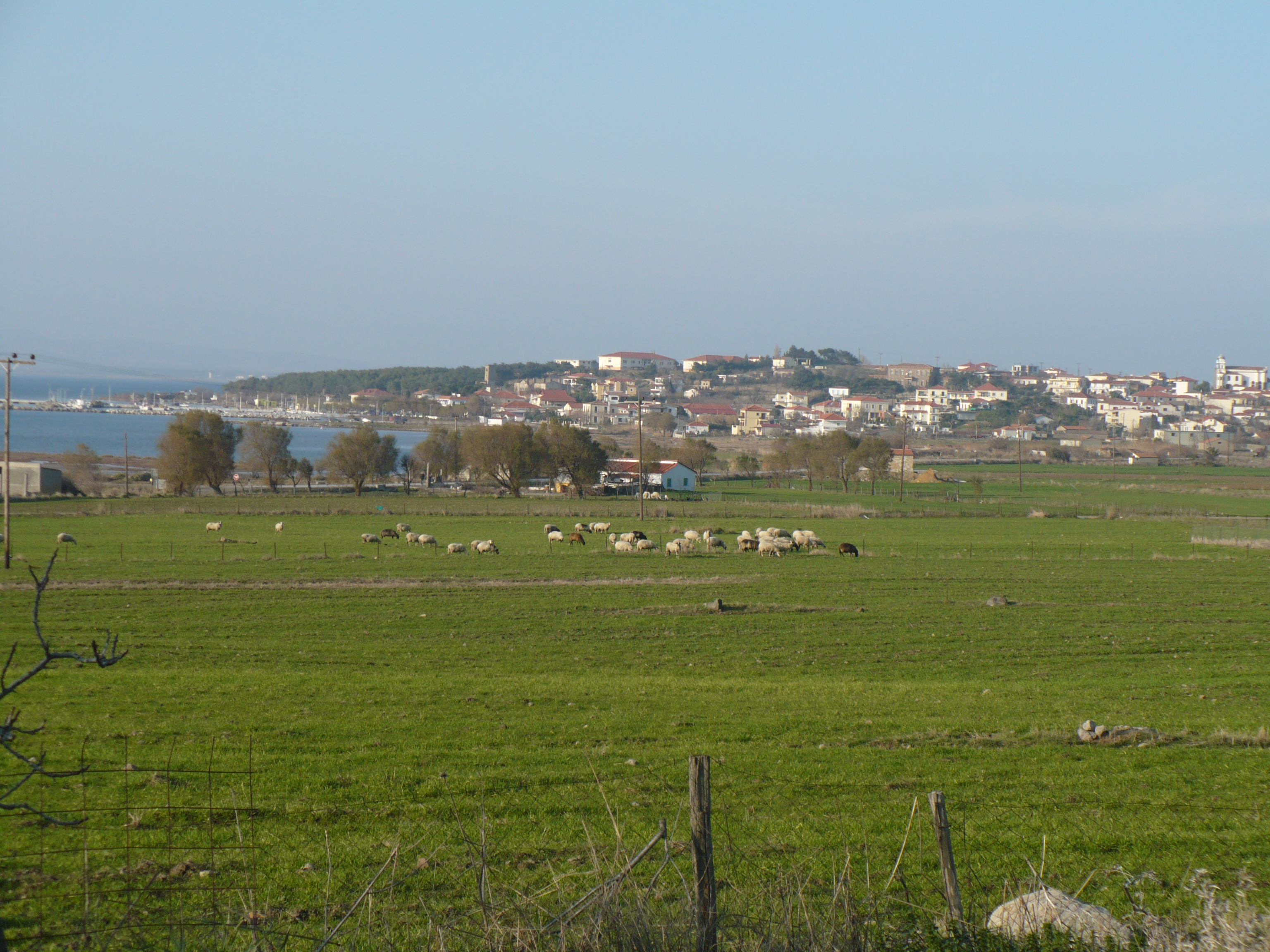
穆兹罗斯

穆兹罗斯（羅馬化：Moudros）是希腊北爱琴大区利姆诺斯岛上的城镇及前市镇。2011年地方政府改革后成为利姆诺斯专区利姆诺斯市镇的一部分，并为该市镇的一个市区。该市区的范围包括该岛的整个东部半岛。市区面积为185.13平方公里，占该岛总面积的38.8%。市区人口数量为3,925人（2011年）。